# Grzegorz Ryś
Grzegorz Wojciech Ryś (Krakov, 9. veljače 1964.) poljski je katolički prelat koji je od 2017. služio kao nadbiskup Łódźa. Prethodno je bio pomoćni biskup Krakovske nadbiskupije i naslovni biskup Arcavice od 2011. do 2017. godine. Obnašao je i službu apostolskog upravitelja Biskupije Kalisz od 2020. do 2021. godine.
Papa Franjo je 9. srpnja 2023. objavio da Ryśa planira imenovati kardinalom. Na konzistoriju 30. rujna 2023. Ryś je proglašen kardinalom svećenikom crkve Santi Cirillo e Metodio.